# Filipe Duarte Santos
Filipe Duarte Santos (Lisboa, 15 de março de 1942) é um geofísico e professor universitário português, conhecido pelo seu trabalho de investigação na área das ciências do ambiente e em particular sobre Alterações Climáticas.

## Biografia
Nascido em Lisboa, Filipe Duarte Santos é licenciado em Geofísica pela Universidade de Lisboa, Pós-graduado na Universidade do Porto, orientado pelo emérito Professor José Moreira de Araújo (1928-2020). Em 1968 obteve o grau de doutor em Física Nuclear com agregação em Física Nuclear Teórica pela Universidade de Londres e desde 1979 é docente de Física na Universidade de Lisboa, regendo disciplinas nas áreas da Física, Ambiente e Alterações Climáticas, além de professor convidado, desenvolveu a sua investigação em Portugal e em várias Universidades prestigiadas dos Estados Unidos e Europa.
Atuou como vice-presidente do Instituto Português do Mar e da Atmosfera (IP) entre os anos de 1987 e 1988, tendo posteriormente coordenado a redação livro, Livro Branco sobre o Estado do Ambiente em Portugal, publicado em 1991 pelo Ministério do Ambiente.
É sócio fundador da Sociedade Portuguesa de Física (SPF). É membro da European Physical Society (EPS) e da American Physical Society desde 1980. Também é membro da European Academies' Science Advisory Council (EASAC) como representante da Academia das Ciências de Lisboa (ACL) da qual é membro efetivo desde 1999.
Foi diretor do Centro de Física Nuclear da Universidade de Lisboa.
Desde 2009, é diretor e professor do Programa de Doutoramento em Alterações Climáticas e Políticas de Desenvolvimento Sustentável.
Foi eleito Vice-Presidente no biénio de 2008 e 2010 da Comité das Nações Unidas para o Uso Pacífico do Espaço Exterior (COPUOS).
No ano de 2014, foi editor do 5º relatório do Painel Intergovernamental sobre Mudanças Climáticas (IPCC).
Foi nomeado pelo Ministério do Ambiente coordenador do Grupo de Trabalho para a Estratégia Nacional (Portuguesa) para as Zonas Costeiras (2014).
Em 2017, foi nomeado presidente do Conselho Nacional do Ambiente e do Desenvolvimento Sustentável (CNADS) pelo Primeiro-Ministro de Portugal, António Luís Santos da Costa (PS).
Ao longo dos anos tem coordenado diversos projetos de investigação cientifica nacionais e internacionais nas áreas do ambiente e alterações climáticas, dos quais, se destacam a sua ação como investigador coordenador do Projeto SIAM – Climate Change in Portugal - Scenarios, Impacts and Adaptation Measures (1999-2002) 
Autor de mais de uma centena de artigos nas áreas de Física Nuclear, Astrofísica e Mudanças Globais, publicou um número considerável de relatórios e artigos abordando as alterações climáticas e os seus impactos. 
Presentemente é membro do Centre for Ecology, Evolution and Environmental Changes - CE3C da Faculdade de Ciências da Universidade de Lisboa.

## Prémios e Reconhecimento
- A 21 de novembro de 2005, foi agraciado com o grau de Grande-Oficial da Ordem Militar de Sant'Iago da Espada.[15]
- Foi galardoado em 2008 com Prémio Universidade de Lisboa.[16][17]
- Em 2015, a Quercus distinguiu-o com o Prémio Quercus pelo seu trabalho de investigação na área das Ciências do Ambiente. [18]

## Obra Selecionadas
Entre as suas obras encontram-se: 
- 2002 - Climate Change in Portugal: Scenarios, Impacts and Adaptation Measures : SIAM Project, Editora Gradiva
- 2007 - Que Futuro? Editora Gradiva ISBN: 9789896162153
- 2008 - “Mecânica Quântica”, Fundação Calouste Gulbenkian, ISBN 978-972-31-1227-6
- 2011 - Humans on Earth: From Origins to Possible Futures (The Frontiers Collection),  ISBN : 978-3642053597
- 2012 - Alterações Globais: Os desafios e os riscos presentes e futuros, Editora Fundação Francisco Manuel dos Santos, ISBN: 9789898424556
- 2021 - Alterações Climáticas, Editora Fundação Francisco Manuel dos Santos, ISBN: 9789899064256
- 2021 - Time, Progress, Growth and Technology. How Humans and the Earth are Responding, Springer, The Frontiers Collection, ISBN : 9783030553326